# Seznam obcí v kantonu Nidwalden

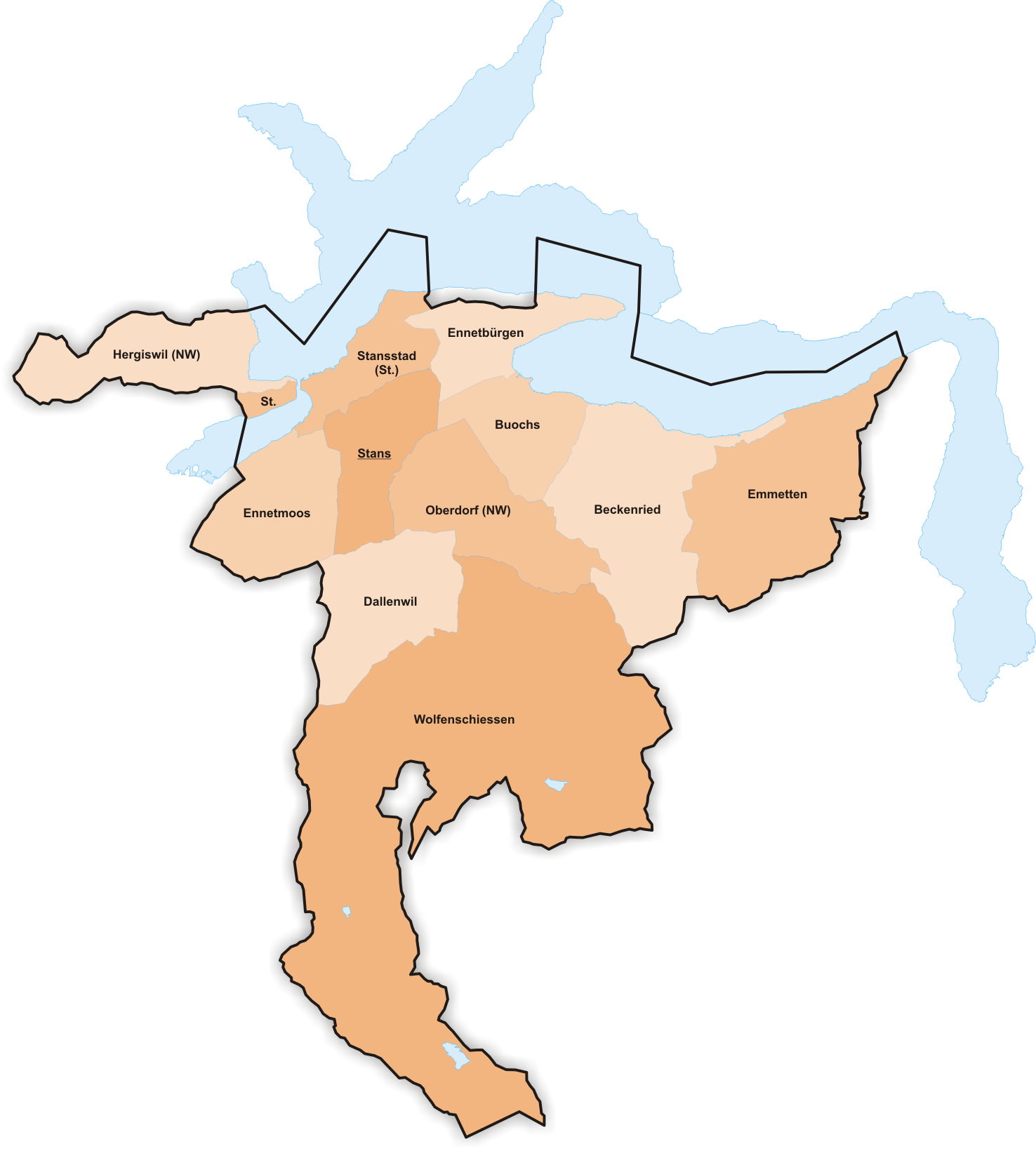
Mapa obcí kantonu Nidwalden

Kanton Nidwalden zahrnuje 11 politických obcí zvaných Einwohnergemeinden. Hlavním městem je Stans. Okresy jako správní úroveň v tomto kantonu neexistují.
| Znak            | Název obce      | Počet obyvatel (31. 12. 2020) | Rozloha (km²) | Hustota zalidnění (obyv./km²) |
| --------------- | --------------- | ----------------------------- | ------------- | ----------------------------- |
| Beckenried      | Beckenried      | 3742                          | 24,25         | 154                           |
| Buochs          | Buochs          | 5313                          | 9,96          | 533                           |
| Dallenwil       | Dallenwil       | 1848                          | 15,48         | 119                           |
| Emmetten        | Emmetten        | 1541                          | 24,92         | 62                            |
| Ennetbürgen     | Ennetbürgen     | 4866                          | 9,32          | 522                           |
| Ennetmoos       | Ennetmoos       | 2254                          | 14,07         | 160                           |
| Hergiswil       | Hergiswil       | 5863                          | 14,30         | 410                           |
| Oberdorf NW     | Oberdorf NW     | 3080                          | 16,20         | 190                           |
| Stans           | Stans           | 8171                          | 11,08         | 737                           |
| Stansstad       | Stansstad       | 4727                          | 9,07          | 521                           |
| Wolfenschiessen | Wolfenschiessen | 2115                          | 92,70         | 23                            |
| Celkem (11)     | Celkem (11)     | 43 520                        | 275,85        | 158                           |